# Érase una vez en el País de las Maravillas
Érase una vez en el País de las Maravillas (título original en inglés: Once Upon a Time in Wonderland) es una serie de televisión estadounidense de género fantástico y dramático, creada por Edward Kitsis y Adam Horowitz. Es una serie derivada de Érase una vez y está protagonizada por Sophie Lowe, Michael Socha y Peter Gadiot.
La primera temporada de la serie fue estrenada el 10 de octubre de 2013.
La serie se basa en las novelas clásicas Las aventuras de Alicia en el país de las maravillas y A través del espejo y lo que Alicia encontró allí de Lewis Carroll, pero contiene un toque diferente a las otras adaptaciones y tiene lugar en el mismo universo que Érase una vez, siendo ambientada en el País de las Maravillas del presente y contando con escenas retrospectivas del País de las Maravillas antes y durante la maldición oscura lanzada por la Reina Malvada (Lana Parrilla). Como tal, sigue la misma configuración que la serie madre, incluyendo el uso de alusiones relacionadas con Disney y Lost; además, la serie tiene algunos cruces con Érase una vez, que también suponen una conexión con los personajes que se encuentran atrapados en Storybrooke, Maine.
El 27 de marzo de 2014, ABC anunció la cancelación de la serie.

## Argumento
En el Londres victoriano, la joven y bella Alicia (Sophie Lowe) descubre una tierra nueva y extraña que hay en el otro lado de una madriguera de conejo. Un gato que puede hacerse invisible, una oruga azul gigante que fuma y cartas que hablan son solo algunas de las fantásticas cosas que ha visto en esta aventura imposible. Sin duda, su familia piensa que debe estar loca, por lo que años después sus médicos tratan de curarla con un tratamiento que le hará olvidarse de todo. Alicia parece dispuesta a dejar todo atrás, especialmente el doloroso recuerdo del genio del que se enamoró y perdió para siempre, el guapo y misterioso Cyrus (Peter Gadiot), pero en el fondo ella sabe que este mundo es real y solo en el último momento, la Sota de Corazones (Michael Socha) y el Conejo Blanco (John Lithgow) la salvan de un destino fatídico. Los tres juntos, viajan al País de las Maravillas para rescatar a Cyrus, teniendo que enfrentarse para ello a la Reina Roja (Emma Rigby), y a su socio, el hechicero Jafar (Naveen Andrews).

## Reparto

### Estrellas
- Sophie Lowe como Alicia.
- Michael Socha como Will Scarlet/la Sota de Corazones/el Rey Blanco.
- Peter Gadiot como Cyrus/el Genio.
- Emma Rigby como Anastasia/la Reina Roja/la Reina Blanca.
- Naveen Andrews como Jafar.
- John Lithgow como la voz de Percy/el Conejo Blanco.

### Estrellas invitadas
- Jonny Coyne como el Dr. Lydgate.
- Heather Doerksen como Sarah.
- Ben Cotton como Tweedledum.
- Matty Finochio como Tweedledee.
- Keith David como la voz del Gato de Cheshire.
- Iggy Pop como la voz de la Oruga Azul.
- Brian George como el Sultán/el Viejo Prisionero.
- Jason Burkart como el Pequeño John.
- Michael P. Northey como Fray Tuck.
- Sean Maguire como Robin Hood.
- Kristin Bauer van Straten como la voz de Maléfica.
- Lee Arenberg como Leroy.
- Jessy Schram como Ashley Boyd.
- Whoopi Goldberg como la voz de la Señora Conejo.[8]
- Barbara Hershey como Cora Mills/la Reina de Corazones.
- Lauren McKnight como Elizabeth/Lizard.
- Zuleikha Robinson como Amara.
- Peta Sergeant como el Jabberwocky.
- Garwin Sanford como el Rey Rojo.
- Shaun Smyth como Edwin.
- Sarah-Jane Redmond como la madre de Anastasia.
- Dejan Loyola como Rafi.
- Raza Jaffrey como Taj.
- Leah Gibson como Nyx.
- Jordana Largy como Silvermist.
- Steve Bacic como Grendel.
- Millie Bobby Brown como la joven Alicia.
- Anthony Keyvan como el joven Jafar.

## Fondo

### Historias de fondo por episodio
| N° | Título del episodio    | Protagonistas                        | Protagonistas                      |
| N° | Título del episodio    | Personajes                           | Actores                            |
| -- | ---------------------- | ------------------------------------ | ---------------------------------- |
| 1  | «Down the Rabbit Hole» | Alicia                               | Sophie Lowe                        |
| 2  | «Trust Me»             | Alicia y Cyrus                       | Sophie Lowe y Peter Gadiot         |
| 3  | «Forget Me Not»        | La Sota de Corazones                 | Michael Socha                      |
| 4  | «The Serpent»          | Jafar y Amara                        | Naveen Andrews y Zuleikha Robinson |
| 5  | «Heart of Stone»       | La Reina Roja                        | Emma Rigby                         |
| 6  | «Who's Alice»          | Alicia                               | Sophie Lowe                        |
| 7  | «Bad Blood»            | Jafar y el Viejo Prisionero          | Naveen Andrews y Brian George      |
| 8  | «Home»                 | Cyrus                                | Peter Gadiot                       |
| 9  | «Nothing to Fear»      | La Reina Roja y Alicia               | Emma Rigby y Sophie Lowe           |
| 10 | «Dirty Little Secrets» | Cyrus y Amara                        | Peter Gadiot y Zuleikha Robinson   |
| 11 | «Heart of the Matter»  | La Reina Roja y la Sota de Corazones | Emma Rigby y Michael Socha         |
| 12 | «To Catch a Thief»     | La Sota de Corazones y Alicia        | Michael Socha y Sophie Lowe        |
| 13 | «And They Lived...»    | Alicia y Cyrus                       | Sophie Lowe y Peter Gadiot         |

## Episodios
| N.º | Título                 | Dirigido por    | Escrito por                                               | Fecha de emisión original | Audiencia (millones) |
| --- | ---------------------- | --------------- | --------------------------------------------------------- | ------------------------- | -------------------- |
| 1 | «Down the Rabbit Hole» | Ralph Hemecker  | Edward Kitsis, Adam Horowitz, Zack Estrin y Jane Espenson | 10 de octubre de 2013     | 5.82                 |
| Cuando el Conejo Blanco le hace una visita a la Sota de Corazones, quien se encuentra en Historioburgo y le dice que Alicia necesita su ayuda, el chico decide ayudar. De vuelta en Londres, Alicia está internada en un hospital psiquiátrico dispuesta a olvidar todo lo relacionado con el País de las Maravillas y lo que vivió durante y después de su estadía ahí, por lo que acepta un extraño tratamiento para olvidar. De pronto se encuentra frente a frente con la Sota de Corazones quien le dice que Cyrus está vivo, por lo que Alicia decide acompañarlo. En el País de las Maravillas, la Reina Roja tiene un enfrentamiento con Jafar, quien quiere los deseos que Alicia tiene y se revela que siempre han trabajado juntos. Cuando Alicia llega a la antigua casa del Sombrerero Loco, encuentra un talismán que tiene un importante significado y de esa manera decide emprender el viaje en busca de Cyrus, al lado del Conejo Blanco y la Sota de Corazones. |                        |                 |                                                           |                           |                      |
| 2 | «Trust Me»             | Romeo Tirone    | Rina Mimoun                                               | 17 de octubre de 2013     | 4.53                 |
| En la búsqueda de Cyrus, Alicia idea un plan para descubrir en quién puede confiar realmente. Mientras tanto, la Reina Roja y Jafar tienen un nuevo enfrentamiento sobre como manejar las cosas para sus propios intereses. Silvermist decide ayudar a Alicia y a la Sota de Corazones a llegar al lugar donde está enterrada la botella de Cyrus, a pesar de tener un extraño pasado con el segundo, donde también se revela que estuvo enamorada de él alguna vez. Cyrus por fin encuentra la manera de comunicarse con Alicia y en los flashbacks se revelan las circunstancias en las que Cyrus llegó al País de las Maravillas y cómo es que termina enamorado de Alicia. |                        |                 |                                                           |                           |                      |
| 3 | «Forget Me Not»        | David Solomon   | Richard Hatem                                             | 24 de octubre de 2013     | 4.38                 |
| Con la botella del genio en sus manos, la Reina Roja envía un bandersnatch tras Alicia, ya que Jafar la necesita para poder manipular a Cyrus. Mientras tanto, la traición del Conejo Blanco queda al descubierto y Alicia se enfrenta cara a cara con Jafar. En los flashbacks del Bosque Encantado, se revela que la Sota de Corazones, anteriormente conocido como Will Scarlet, convence a Robin Hood y a los Hombres Alegres de robar el oro del castillo de Maléfica, así como un espejo encantado que viene con considerables consecuencias. |                        |                 |                                                           |                           |                      |
| 4 | «The Serpent»          | Ralph Hemecker  | Jan Nash                                                  | 7 de noviembre de 2013    | 3.55                 |
| Debido a que Will no entregó el nomeolvides a la Oruga Azul, este ha puesto a todo el pueblo a buscarlo, por lo que Will decide separarse de Alicia para evitar que algo entorpezca la misión de rescatar a Cyrus, sin embargo, Jafar tiene otros planes para él, en donde los sentimientos de la Reina Roja por Will son puestos a prueba. Alicia es ayudada por una vieja amiga de Will para llegar a impedir su decapitación, mientras Jafar está más cerca de obtener lo que quiere cuando Alicia por fin pide su primer deseo y Cyrus parece haber encontrado la manera de escapar de su prisión. En los flashbacks, se muestra cómo es que Jafar obtuvo sus poderes y por qué busca a los genios. |                        |                 |                                                           |                           |                      |
| 5 | «Heart of Stone»       | Paul Edwards    | Katie Wech                                                | 14 de noviembre de 2013   | 3.73                 |
| La Reina Roja convence a Alicia para ayudarla a adquirir polvillo mágico a cambio de información sobre Cyrus, quien ha logrado escapar del castillo de Jafar, dejando al Conejo Blanco en una situación comprometedora. En los flashbacks, Will y Anastasia saltan a través del espejo encantado para entrar al País de las Maravillas en contra de los deseos de su madre, ya que ella desaprueba a Will. Pronto, los dos se dan cuenta de que la vida ahí no es exactamente lo que habían imaginado. Después de ser humillados mientras asistían a un baile en el palacio, Anastasia convence a Will de robar las joyas de la corona con el fin de salir de la pobreza, sin embargo, Anastasia es atrapada in fraganti por el Rey Rojo, quien le hace una proposición que no puede rechazar: casarse con él y ser su reina para así evitar la persecución. |                        |                 |                                                           |                           |                      |
| 6 | «Who's Alice»          | Ron Underwood   | Jerome Schwartz                                           | 21 de noviembre de 2013   | 3.53                 |
| Jafar se dirige al asilo y soborna al Dr. Lydgate para descubrir información acerca de Alicia. En el País de las Maravillas, la búsqueda de Alicia la lleva al Bosque Negro. Mientras tanto, Will es despertado con magia con la ayuda de un aliado inesperado y va en busca de Alicia solo para encontrarla en terrible peligro, mientras Cyrus trata de evitar a la Reina Roja. En los flashbacks, se muestra el regreso de Alicia a casa de su padre en la Inglaterra victoriana después de haber perdido a Cyrus. |                        |                 |                                                           |                           |                      |
| 7 | «Bad Blood»            | Ciaran Donnelly | Jane Espenson                                             | 5 de diciembre de 2013    | 3.24                 |
| Alicia se entera de que su padre está en el País de las Maravillas y trata de comenzar a sanar su relación rota, sin embargo, esto la conduce a tomar una difícil decisión. En los flashbacks, un joven Jafar sufre por la muerte de su madre y se descubre el motivo que lo llevó a convertirse en el malvado hombre implacable que es. |                        |                 |                                                           |                           |                      |
| 8 | «Home»                 | Romeo Tirone    | Edward Kitsis, Adam Horowitz y Zack Estrin                | 12 de diciembre de 2013   | 3.30                 |
| En los flashbacks, se revela el origen de Cyrus. Mientras tanto, en el País de las Maravillas del presente, Alicia busca al Conejo Blanco para que responda por sus acciones y el odio entre la Reina Roja y Jafar causa una serie de acontecimientos caóticos que ponen a todos los habitantes en peligro y da lugar a un cambio drástico. |                        |                 |                                                           |                           |                      |
| 9 | «Nothing to Fear»      | Michael Slovis  | Richard Hatem y Jenny Kao                                 | 6 de marzo de 2014        | 3.27                 |
| Will se ve en problemas cuando es liberado de la botella por Lizard, quien recibe la oportunidad de pedir tres deseos. Cyrus y una renuente Alicia trabajan con la Reina Roja para encontrar a Will pero Anastasia es capturada por los campesinos que quieren venganza por su cruel reinado. Mientras tanto, Jafar toma el castillo de la Reina Roja y descubre a una criatura temible llamada el Jabberwocky con quien planea aliarse. |                        |                 |                                                           |                           |                      |
| 10 | «Dirty Little Secrets» | Alex Zakrzewski | Adam Nussdorf y Rina Mimoun                               | 13 de marzo de 2014       | 3.22                 |
| Alicia, Cyrus, Will y Anastasia forman un frente común. Will y Anastasia se enfrentan con el temible Jabberwocky, mientras que la culpa de Cyrus sobre su pasado pone a prueba su relación con Alicia. En los flashacks, las acciones de Cyrus lo llevan a un fatídico día en el que deja a su madre cerca de la muerte, lo que resulta en el precio de la unión que él y sus hermanos tienen que pagar. |                        |                 |                                                           |                           |                      |
| 11 | «Heart of the Matter»  | David Boyd      | Jenny Kao y Katie Wech                                    | 20 de marzo de 2014       | 3.51                 |
| Alicia y Cyrus descubren información importante que concierne a los prisioneros de Jafar y cambian sus prioridades. Mientras tanto, la Reina Roja se encuentra en peligro y solamente Will puede salvarla a cambio de darle a Jafar la información que ha estado buscando desesperadamente. En los flashbacks, Anastasia está a punto de casarse con el Rey Rojo y entabla una amistad con Cora, lo que afecta directamente a Will. Cora también se enfrenta a Will y el resultado es él pidiéndole algo sorprendente. |                        |                 |                                                           |                           |                      |
| 12 | «To Catch a Thief»     | Billy Gierhart  | Adam Nussdorf y Jerome Schwartz                           | 27 de marzo de 2014       | 3.35                 |
| El Jabberwocky intenta liberarse del control de Jafar. Mientras tanto, la amistad de Alicia y Will es puesta a prueba cuando Jafar le hace a Will una oferta que involucra robarle algo a Alicia. Finalmente, Jafar es confrontado por su antigua socia. En los flashbacks, Will caza a Alicia por órdenes de Cora y se encuentra a sí mismo haciendo una oferta para recuperar su corazón. |                        |                 |                                                           |                           |                      |
| 13 | «And They Lived…»      | Kari Skogland   | Edward Kitsis, Adam Horowitz y Zack Estrin                | 3 de abril de 2014        | 3.38                 |
| Mientras Jafar adquiere la capacidad de alterar las leyes de la magia, Alicia trabaja para ayudar a Amara a escapar con Cyrus. Jafar usa sus nuevos poderes para ganarse el amor de su padre antes de ahogarlo y luego reúne un ejército de soldados muertos del País de las Maravillas para luchar contra Amara y sus aliados, mientras que Amara usa su magia para revivir a Cyrus. Amara y Cyrus trabajan para devolver el agua del Pozo de las Maravillas a Nyx, mientras Alicia reúne su propio ejército para luchar contra Jafar. Alicia es capturada en una batalla subsiguiente, y Will se ve obligado a presenciar cómo Jafar revive a Anastasia y la engaña para que lo ame. Para derrotar a Jafar, Cyrus intenta revertir la maldición del genio y engaña a Jafar para que Nyx lo convierta en un genio y lo destierre, pero Amara muere en el proceso. Alicia y Cyrus regresan a Inglaterra, donde se casan. Varios años después, Alicia y Cyrus le cuentan a su hija las aventuras en el País de las Maravillas, con Will y Anastasia, el Rey Blanco y la Reina Blanca, como gobernantes del País de las Maravillas. |                        |                 |                                                           |                           |                      |

## Producción
A finales de febrero de 2013, los creadores de la serie Érase una vez dieron a conocer su inquietud de crear un spin-off basado en la historia de Las aventuras de Alicia en el país de las maravillas, que llevaría por título Érase una vez en el país de las maravillas, para lo cual se realizó una presentación de cinco a seis escenas que comenzaron a grabarse el 7 de abril en Vancouver, Canadá.
El 10 de mayo, la cadena ABC anunció que recogería el piloto para desarrollar una serie de 13 episodios.
El 14 de mayo de 2013, ABC anunció que el spin-off saldría al aire en el horario de los jueves por la noche emitiéndose entre ambas partes de la nueva temporada de Érase una vez. Originalmente, fue ordenada una temporada de 13 episodios, sin embargo, a finales de junio de 2013, ABC ordenó una cantidad no revelada de episodios adicionales debido a que los creadores Kitsis y Horowitz ya habían planeado toda la primera temporada: «Tenemos muchas ganas de contar la historia sin tener que preocuparnos acerca de cómo extenderla por cinco años», dijo Edward Kitsis, añadiendo «Esto no pretende ser una temporada de 22 episodios. Sea lo que termine siendo, habremos contado una historia completa». Sin embargo, no llegó a haber episodios adicionales debido a que la serie terminó teniendo una cantidad total de solo 13 episodios.

### Reparto
Para la presentación del piloto de la serie fueron escogidos como miembros del reparto principal: Sophie Lowe como Alicia; Peter Gadiot como Cyrus, el interés amoroso de Alicia; Michael Socha como la Sota de Corazones; Emma Rigby como la Reina Roja; y Paul Reubens como la voz del Conejo Blanco. Posteriormente, se dio a conocer que Barbara Hershey retomaría su papel de la serie madre como la Reina de Corazones en un rol de estrella invitada especial; y también fue anunciado que John Lithgow reemplazaría a Paul Reubens en el rol de la voz del Conejo Blanco.
El 20 de julio de 2013, durante la Convención Internacional de Cómics de San Diego, se anunció que Naveen Andrews fue elegido para dar vida al villano principal, Jafar. En el mes de septiembre de 2013, fueron anunciadas las incorporaciones recurrentes de Keith David como la voz del Gato de Cheshire y de Iggy Pop como la voz de la Oruga Azul, en reemplazo del cantante Roger Daltrey quien originalmente le prestó su voz al personaje en un episodio de la serie madre.